# Simaethula mutica
Simaethula mutica là một loài nhện trong họ Salticidae.
Loài này thuộc chi Simaethula. Simaethula mutica được Szombathy miêu tả năm 1915.